# Abchasischer Apsar

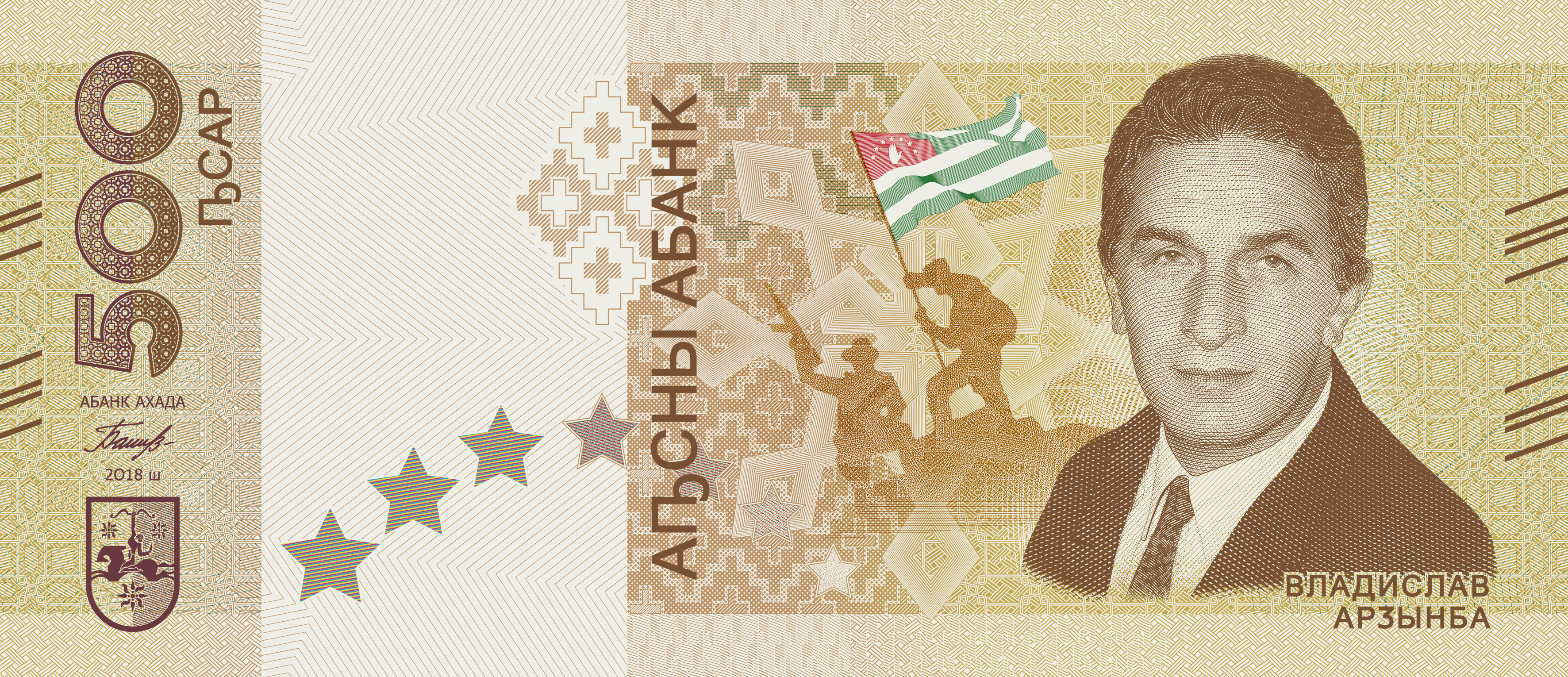

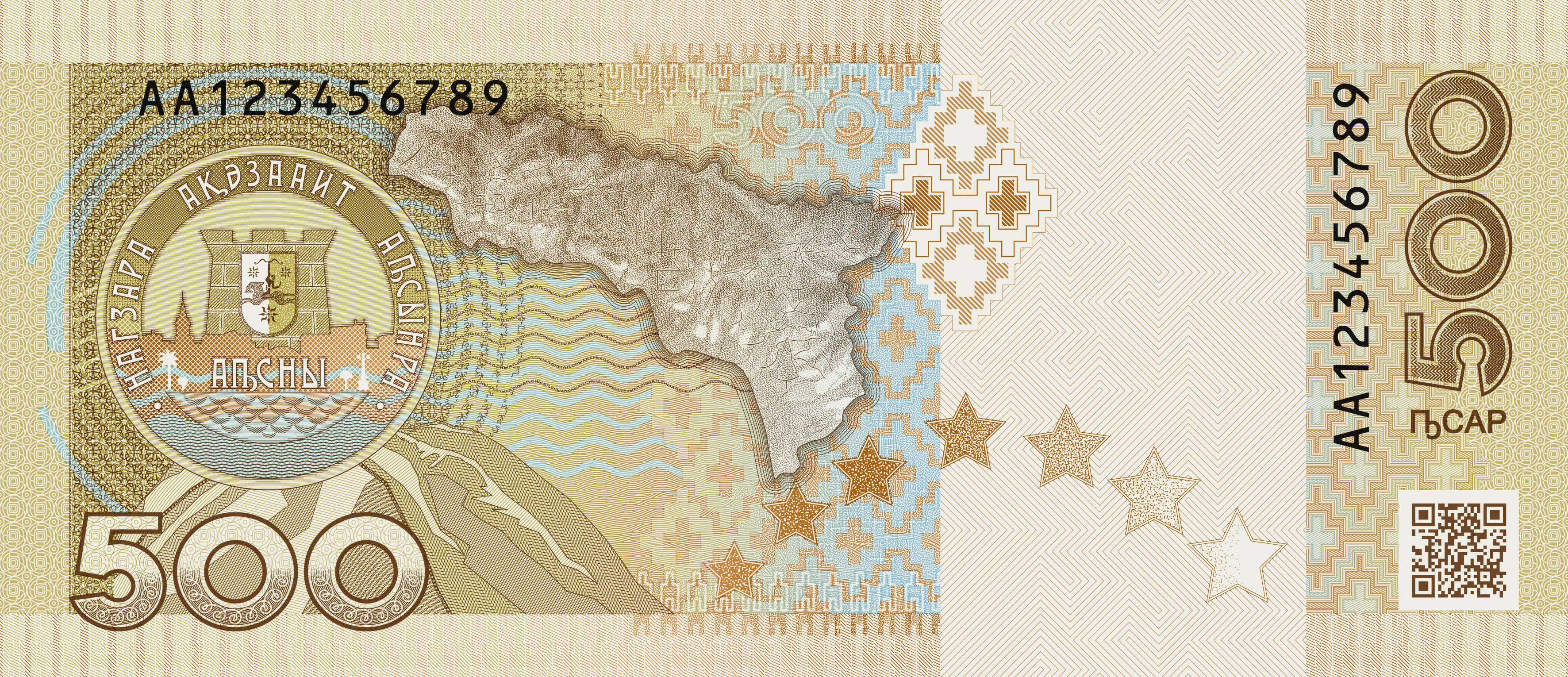

Der Abchasische Apsar (abchasisch Аԥсар; russisch Апсар)  ist neben dem russischen Rubel eine der beiden offiziellen Währungen der international nur von einigen Staaten anerkannten Republik Abchasien.
Der Apsar wurde im Jahr 2008 eingeführt, das gängige Zahlungsmittel ist jedoch weiterhin der Rubel, die Verwendung des Apsars in Abchasien ist nach wie vor unüblich. Er wird außerhalb Abchasiens nicht anerkannt und hat nur eingeschränkte Konvertibilität. Er hat deshalb auch keinen ISO-4217-Code. Es gibt 1-, 2-, 10-, 20-, 25-, 50- und 100-Apsar-Münzen, als Material für die Münzen wird Silber bzw. Gold verwendet. Die Materialkosten übersteigen damit die Zahlungskraft einer Münze deutlich.
Die Motive sind meist bekannte Abchasen oder nationale Symbole Abchasiens. Der Wechselkurs des Apsar ist fest an den russischen Rubel gebunden, 1 Apsar entspricht 10 Rubel. Er wird von der Nationalbank Abchasiens ausgegeben. Im September 2018 wurde eine 500-Apsar-Banknote herausgegeben.